# Бойко Юрій Миколайович (енергетик)
Юрій Миколайович Бойко (1972, Рівне) — український політик, державний діяч. В.о. Міністра енергетики від 20 листопада до 21 грудня 2020 року.

## Біографія
Народився 1972 року в місті Рівне. Закінчив у 1995 році Київський політехнічний інститут за спеціальністю «Автоматичне управління електроенергетичними системами», кваліфікація — інженер-електрик. Також закінчив Міжнародний інститут менеджменту (2002 р.), має ступінь магістра з Бізнес Адміністрування, та Львівський національний університет імені Івана Франка (2013 р.) за спеціальністю «Правознавство», де здобув кваліфікацію спеціаліста-юриста.
Трудову діяльність розпочав енергетиком відділу Головного енергетика Рівненського радіотехнічного заводу. Згодом працював інженером-електриком ТОВ «ЕЛВІС», м. Рівне, інспектором інспекції енергонагляду ВАТ "Ей-І-Ес Рівнеенерго.
З 2003 року працював за фахом на керівних посадах в енергетичній галузі: директором Броварського району електричних мереж ВАТ «А. Е. С. Київобленерго»; керівником управління проєктами, заступником директора з виробництва з експлуатації розподільчих мереж, директором з виробництва по роботі із зниження втрат, директором з капітального будівництва Управління з операційної діяльності ЗАТ «А. Е. С. Київобленерго», м. Київ.
У 2009—2011 роках працював технічним директором, а потім віце-президентом Приватного підприємства "Управляюча компанія «Метрополія».
З вересня 2011 по жовтень 2012 рік працював на посаді технічного директора Приватного підприємства ТОВ «Інжинірингова Компанія Нові Енергетичні Технології», м. Київ.
Починаючи з листопада 2012 до жовтня 2014 року працював у Чернігові — т.в.о. голови правління, а згодом головою правління ПАТ «Чернігівобленерго».
З жовтня 2014 до травня 2020 року працював заступником директора з економіки та фінансів ДП «Енергоринок».
6 травня 2020 року став заступником Міністра енергетики та захисту довкілля. З 10 червня у зв’язку з перейменуванням Міністерства енергетики та захисту довкілля України продовжив працювати на посаді заступника Міністра енергетики України.
20 листопада 2020 року був призначений т.в.о. Міністра енергетики України. 28 квітня 2021 Бойко очолив знову став тимчасовим керівником Міністерства енергетики.

## Особисте життя
Одружений, має двох дочок.